# Louisettitinae
Louisettitinae es una subfamilia de foraminíferos bentónicos cuyos taxones se han incluidos tradicionalmente en la familia Biseriamminidae, de la superfamilia Palaeotextularioidea y del orden Fusulinida. Su rango cronoestratigráfico abarca el Djulfiense superior (Pérmico superior).

## Discusión
Clasificaciones más recientes incluyen Louisettitinae en la familia Globivalvulinidae de la superfamilia Biseriamminoidea o de la superfamilia Globivalvulinoidea, del suborden Endothyrina, del orden Endothyrida, de la subclase Fusulinana y de la clase Fusulinata.

## Clasificación
Louisettitinae incluye al siguiente género:
- Louisettita †